# Swallow Me Whole
Swallow Me Whole est un roman graphique de Nate Powell paru en Anglais en 2008 chez Top Shelf Productions. Il est paru en Français aux éditions Casterman en 2009 dans la collection Écritures, traduit par Fanny Soubiran.

## Synopsis
Ruth est une jeune adolescente qui souffre de troubles psychologiques : elle classe les objets de manière compulsive, et surtout, elle parle avec les insectes qu'elle collectionne dans des bocaux. Son frère Perry a aussi des visions : il parle avec une petite poupée qui le force à dessiner. Tous deux sont persuadés que leurs "dons" doivent leur servir à quelque chose et qu'ils auront une destinée hors du commun.

## Prix
- Ignatz Award (2009)[réf. souhaitée]
- Eisner Award (2009)[réf. souhaitée]
- Finaliste du prix du meilleur livre du Los Angeles Times[réf. souhaitée]